# Martin Pansa
Martin Pansa (1580 Schleusingen – 1626 Vratislav) byl německý lékař a spisovatel. Jeho jméno vzniklo nespíše latinizací příjmení Pantzer.
Vystudoval filozofii a medicínu; licenci k výkonu lékařství získal roku 1605. Působil v Lehnici, Vratislavi aj. Užíval titul „medicus silesiacus“.
Je autorem lékařských spisů – např. Consilium antipodagricum (1615–1625), Consilium antinephriticum (1615), Consilium peripneumoniacum (1614), Consilium antipestiferum (1619) aj., které byly v medicíně hojně užívány až do 18. století.